# Leptodactylodon blanci
Leptodactylodon blanci és una espècie de granota que viu al Gabon.
Està amenaçada d'extinció per la pèrdua del seu hàbitat natural.